# Jakow Ziewin
Jakow Dawidowicz Ziewin (ros. Я́ков Дави́дович Зе́вин, ur. 9 czerwca?/21 czerwca 1884 w Krasnopolu, zm. 20 września 1918) – jeden z liderów Komuny Bakijskiej.

## Życiorys
Od 1904 członek SDPRR, bolszewik, uczestnik rewolucji 1905-1907, prowadził działalność rewolucyjną w Baku, Jekaterynosławiu, Bachmucie i innych miastach. Kilkakrotnie aresztowany i zsyłany (do guberni wołogodzkiej, archangielskiej na wschodnią Syberię), 1911 uczył się w szkole partyjnej pod Paryżem. Delegat na VI (Praską) Konferencję SDPRR (1912), 1915 członek Bakijskiego Komitetu SDPRR(b), po rewolucji lutowej pracował w Moskiewskiej Radzie Deputatów Robotniczych. Od sierpnia 1917 w Baku, pracownik Związku Pracowników Naftowych, jeden z uczestników walki o zdobycie władzy przez bolszewików w Azerbejdżanie, od kwietnia 1918 ludowy komisarz pracy Bakijskiej Rady Komisarzy Ludowych. 20 września 1918 został rozstrzelany na mocy decyzji lokalnego rządu eserowskiego i za aprobatą brytyjskiej misji wojskowej razem z pozostałymi działaczami Komuny Bakijskiej.
Jego imieniem nazwano ulicę w Krasnopolu.